# Rorarii
Die Rorarii (lat.) waren im alten Rom leichte Truppen, welche aus den beiden letzten Zensusklassen ausgehoben wurden.
Die ersten Rorarii wurden aus den Accensi der 5. Klasse rekrutiert. Sie standen in der Schlachtordnung hinter den Triariern. Nach den Lateinischen Kriegen wurde eine neue Schlachtordnung eingeführt. Die Rorarii erhielten eine eigene Fahne und wurden als Fähnlein (vexillia) nun vor der Aufstellung eingesetzt.
Sie waren ohne Schutzwaffen, nur mit Wurfspießen und Schleudern versehen und wurden oft dazu verwendet, die Schlacht durch Tirailleurkämpfe einzuleiten, mussten sich dann aber hinter die Phalanx zurückziehen. Zu diesem Zweck stellten sich die dahinter folgenden Einheiten versetzt auf, was ein schnelles Entkommen vor der feindlichen Kavallerie ermöglichte. In der späteren Zeit der Republik traten an ihre Stelle die Velites und die Ferentarii.